# 김밥 콜라 사건
전주시 덕진구 타워파 조직폭력배에게 적대조직원으로 오인된 일반인을 1993.2.15 새벽 타워파 조직원들이 흉기와 둔기로 폭행한 뒤 1명은 중증 신부전증이 발병하고, 나머지 1명도 중상을 입었고, 한 피해자가 김밥과 콜라를 먹어 사망한 사건.